# Грудзинская, Ирина Александровна
Ирина Александровна Грудзинская (1920—2012) — советский и российский ботаник, систематик и морфолог растений, доктор биологических наук, профессор, ветеран Великой Отечественной войны.

## Биография
В 1945 году окончила биологический факультет Московского государственного университета и была направлена в Институт леса АН СССР.
В июне 1951 года защитила кандидатскую диссертацию на тему «Широколиственные леса предгорий Северо-Западного Кавказа и взаимоотношения пород в них». 
В 1963 году переезжает в Ленинград, где избирается на должность старшего научного сотрудника Ботанического института им. В. Л. Комарова АН СССР (БИН).
В 1980 году защитила докторскую диссертацию на тему «Семейство Ulmaceae Mirb.: систематика, география и вопросы органогенеза». 
В 1983 году была избрана заведующей Лабораторией систематики и географии высших растений; в 1986 году переходит на должность главного научного сотрудника объединенной лаборатории Гербария высших растений; в середине 1990-х годов вышла на пенсию.
Похоронена в Новом колумбарии Красненького кладбища в Санкт-Петербурге.

## Избранные труды
- Грудзинская И. А. Широколиственные леса предгорий Северо-Западного Кавказа // Широколиственные леса Северо-Западного Кавказа / отв. ред. В. Н. Сукачев, С. В. Зонн. — М. : Изд-во АН СССР, 1953. — С. 5—186. — 384 с.
- Грудзинская И. А. К систематике некоторых видов Ulmus // Ботанический журнал. — 1956. — Т. 41, № 1. — С. 97—104.
- Грудзинская И. А. Летнее побегообразование у древесных растений и его классификация // Ботанический журнал. — 1960. — Т. 45, № 7. — С. 968—978.
- Грудзинская И. А. О диагностическом значении цитологических признаков в токсономии некоторых древесных пород (на примере рода Ulmus L.) // Ботанический журнал. — 1967. — Т. 52, № 5. — С. 641—659.
- Грудзинская И. А. Ulmaceae и обоснование выделения Celtidoideae в самостоятельное семейство Celtidaceae Link // Ботанический журнал. — 1967. — Т. 52, № 12. — С. 1723—1748.
- Грудзинская И. А. Род Rousselia (Urticaceae) и его новые таксоны // Ботанический журнал. — 1986. — Т. 71, № 7. — С. 937—942.
- Грудзинская И. А. К систематике семейства Cannabaceae // Ботанический журнал. — 1988. — Т. 73, № 4. — С. 589—593.